# Abraham Nahum Stencl
Abraham Nahum Stencl (Avrom-Nokhem Shtentsl) fue un poeta yiddish nacido en 1897 y fallecido en 1983. 

## Vida

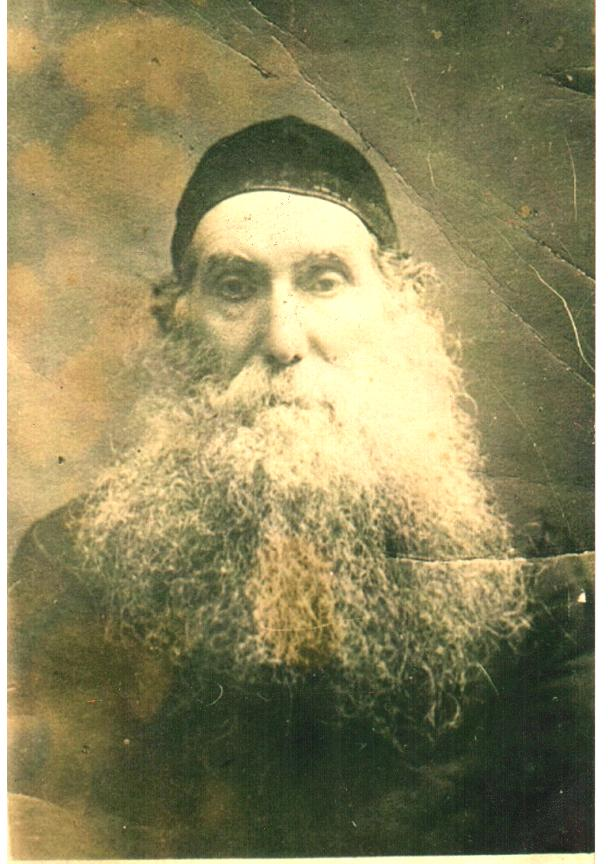
Padre de Abraham.

Nació en Czeladź en el sudoeste de Polonia y estudió en la Yeshivá de Sosnowice, donde su hermano era rabino. 
Dejó su hogar en 1917, uniéndose al sionismo. A finales de 1918, recibió la orden de reclutamiento para el ejército ruso, y con la aprobación de su padre se marchó de inmediato de Polonia. En 1919 viajó a los Países Bajos y trabajó en la industria del acero.  
Emigró a Berlín en 1921 donde conoció a intelectuales y escritores como Franz Kafka y su amante Dora Diamant. Judío religioso por educación, empezó entonces a llevar una vida bohemia, y se convirtió en un asiduo de la cafetería Romanisches. 
Stencl comenzó a escribir poesía en yiddish, publicando sus poemas en 1925 y varios libros en la década de 1930. Sus poemas fueron traducidos al alemán, siendo revisados por Thomas Mann y Arnold Zweig.  
Stencl fue detenido en 1936 y torturado por la Gestapo. Sin embargo, fue puesto en libertad y escapó a Gran Bretaña, estableciéndose en Londres (desde 1944), inicialmente en Hampstead, pero pronto se trasladaría a Whitechapel. Allí se reunió de nuevo con Dora Diamant, y fundó la Shabbes Nokhmitogs Literarische (más tarde conocido como Friends of Yiddish), una reunión semanal de participación de debate político, literatura, poesía y canto, en idioma yiddish. También editó la revista literaria en yiddish Loshn and Lebn, desde 1946 hasta 1981.
Cuando Stencl murió en 1983, su única pariente viva, su sobrina nieta, donó sus documentos a la Escuela de Estudios Orientales y Africanos.

## Obra
- Un du bist Got (c. 1924, Leipzig).
- Londoner soneṭn, Y. Naroditsḳi, 1937.
- Englishe maysṭer in der moleray : tsu der oysshṭelung itsṭ fun zeyere bilder in der arṭ-galerye in Ṿayṭshepl, Y. Naroditsḳi, 1942.
- All My Young Years : Yiddish Poetry from Weimar Germany, bilingual edition (Yiddish - English), tr. Haike Beruriah Wiegand & Stephen Watts, intro. Heather Valencia, Nottingham : Five Leaves, 2007.
- An English translation of one of Stencl's poems, Where Whitechapel Stood is published in Sinclair's London: City of Disappearances.